# Xenofrea guttata
Xenofrea guttata es una especie de escarabajo longicornio del género Xenofrea, tribu Xenofreini, subfamilia Lamiinae. Fue descrita científicamente por Galileo & Martins en 2006.

## Descripción
Mide 5,9-6,6 milímetros de longitud.

## Distribución
Se distribuye por México.